# Andy Schleck-CP NVST-Immo Losch
Andy Schleck-CP NVST-Immo Losch was een Luxemburgse vrouwenwielerploeg die vanaf 2018 deel uitmaakte van het peloton en die vanaf 2020 een UCI-licentie had. Hoofdsponsor was de Luxemburgse oud-renner Andy Schleck. De ploeg hield in 2022 op te bestaan.
Vlak voor het seizoen 2022 moest de ploeg het ontwerp van de kleding wijzigen, omdat enkele World-Tourteams ook voor de kleurencombinatie oranje met paars hadden gekozen, terwijl het team van Andy Schleck in 2021 al met deze kleuren fietste. Het ontwerp werd aangepast met veel zwart en de afgekeurde shirts werden aan het publiek verkocht.
De Nederlandse Lisa Müllenberg uit Maastricht reed vanaf 2021 bij het team.

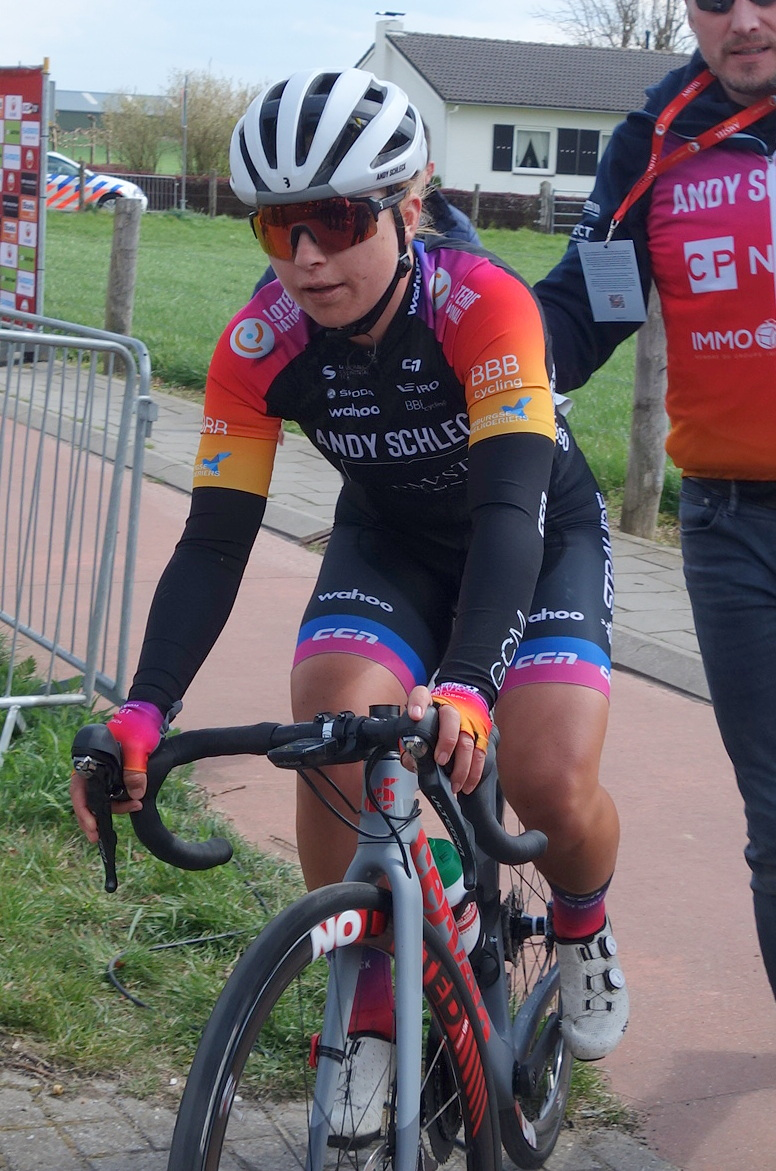
Georgia Danford bij de Amstel Gold Race 2022.

## Overwinningen
2021
 Nieuw-Zeelands baankampioen (ploegenachtervolging), Rylee McMullen
 Zwitsers baankampioen (afvalkoers), Fabienne Buri
 Noors kampioen veldrijden, Mie Bjørndal Ottestad
2022
 Zwitsers baankampioen (afvalkoers), Fabienne Buri
 Zwitsers baankampioen (omnium), Léna Mettraux
 Zwitsers baankampioen (puntenkoers), Léna Mettraux

### Nationale kampioenschappen
2021
 Luxemburgs kampioen op de weg, beloften, Nina Berton
 Luxemburgs kampioen tijdrijden, beloften, Nina Berton
2022
 Luxemburgs kampioen op de weg, beloften, Nina Berton
 Luxemburgs kampioen tijdrijden, beloften, Nina Berton